# أوغاساوارا (طوكيو)

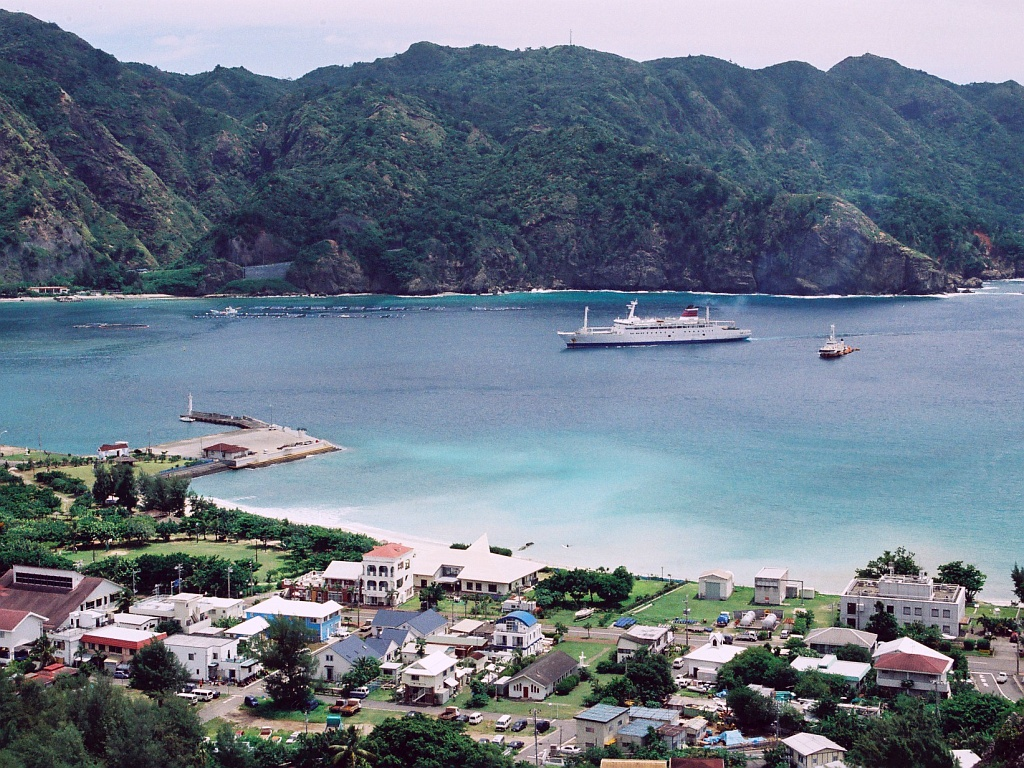
ميناء فوتماي، شيشي جيما

أوغاساوارا (باليابانية: 小笠原村) هي قرية يابانية تقع في محافظة أوغاساوارا في طوكيو. تحكم جزر بونين والجزر البركانية وثلاث جزر بعيدة (جزيرة نيشينو ومينامي توريشيما وبالإضافة إلى أوكينوتوريشيما)